# Espoonlahti
Espoonlahti (Zweeds: Esboviken) is een station van de metro van Helsinki dat op 3 december 2022 werd geopend

Kivenlahti · 
Espoonlahti · 
Soukka · 
Kaitaa · 
Finnoo · 
Matinkylä ·
Niittykumpu ·
Urheilupuisto ·
Tapiola ·
Aalto-yliopisto ·
Keilaniemi ·
Koivusaari ·
Lauttasaari ·
Ruoholahti ·
Kamppi ·
Rautatientori ·
Helsingin yliopisto ·
Hakaniemi ·
Sörnäinen ·
Kalasatama ·
Kulosaari ·
Herttoniemi ·
Siilitie · 
Itäkeskus
Noordelijke tak:
Myllypuro ·
Kontula ·
Mellunmäki
Oostelijke tak:
Puotila ·
Rastila ·
Vuosaari